# Cygan (komiks)
Cygan (franc. Gipsy) – francuskojęzyczna seria komiksowa autorstwa belgijskiego scenarzysty Thierry'ego Smolderena i włoskiego rysownika Enrica Mariniego, ukazują się nakładem wydawnictwa Dargaud od 1993 do 2003. Po polsku opublikowało ją wydawnictwo Egmont Polska.

## Fabuła
Łącząca elementy opowieści przygodowej i science-fiction, seria rozgrywa się w niedalekiej przyszłości, na Ziemi niszczonej katastrofami ekologicznymi. Głównymi bohaterami są kierowca ciężarówki Cygan Cagoj i jego młodsza siostra Oblivia, pochodzący z Europy Wschodniej. Oboje przeżywają niebezpieczne przygody w świecie opanowanym przez wielkie konsorcja mafijne.

## Tomy
| Tom | Tytuł i rok wydania polskiego | Tytuł i rok wydania oryginalnego |
| --- | ----------------------------- | -------------------------------- |
| 1   | Cygańska gwiazda (2001)       | L'étoile du Gitan (1993)         |
| 2   | Syberia w ogniu (2001)        | Les feux de Sibérie (1994)       |
| 3   | Dzień cara (2002)             | Le jour du Tsar (1995)           |
| 4   | Oczy czarne (2002)            | Les yeux noirs (1997)            |
| 5   | Białe skrzydło (2003)         | L'aile blanche (1999)            |
| 6   | Aztecki śmiech (2003)         | Le rire Aztèque (2002)           |

W maju 2023 nakładem Egmont ukazało się zbiorcze wydanie 'Cygana' zawierające wszystkie 6 tomów komiksu wraz z materiałami dodatkowymi. 